# Cardelli (famiglia)
La famiglia Cardelli è una nobile famiglia romana, originaria di Imola. Ricoprì importanti incarichi nell'Urbe fin dal XV secolo; nel 1746 fu inserita fra le famiglie coscritte con la bolla Urbem Romam e due anni dopo ricevette il titolo comitale sul feudo di Montefiore.

## Storia
La famiglia, originaria di Imola, è presente a Roma fin almeno dal 1239, anno a cui risale un atto in cui è citato un "Dominus Ugolinus Cardellus de Urbe". Nel 1448 si ricorda un Pietro Paolo Cardelli canonico di San Giovanni in Laterano, inviato in un'ambasceria presso il Re di Francia. Protagonista dell'ascesa della famiglia al principio del Cinquecento è Jacopo Cardelli (morto nel 1530), protetto del cardinale Raffaele Riario, che ricoprì l'incarico di segretario apostolico nei pontificati di Leone X, Adriano VI e Clemente VII. Grazie alle ricchezze accumulate acquistò nel 1516 una vasta area di terreni in Campo Marzio in cui fece edificare due palazzi: uno, definito Palatium, che fu rivenduto nel 1550 alla Camera Apostolica e divenne poi noto col nome di Palazzo Firenze, l'altro, denominato Domus Magna, oggi noto come Palazzo Cardelli e ancora di proprietà della famiglia. Suo figlio Giovanni Pietro ricoprì numerose cariche nobiliari: fu podestà di Vitorchiano e Conservatore di Roma nel 1556 e 1562, oltre che Caporione di Campo Marzio nel 1545, 1555 e 1563. Da questo momento in poi i Cardelli fecero parte del patriziato civico, partecipando ininterrottamente all'amministrazione dell'Urbe come Conservatori e Priori dei Caporioni fino all'abolizione di queste cariche nell'Ottocento; Asdrubale junior fu inoltre nominato nel 1667 Conte Palatino e Cavaliere Aurato da Clemente IX. La famiglia contrasse inoltre importanti matrimoni con i Falconieri, i Capponi e i Pianetti di Jesi.
Intorno alla metà del Settecento il ruolo della famiglia all'interno della nobiltà romana ebbe la sua conferma definitiva con l'acquisizione di diversi titoli nobiliari. Antonio Cardelli, marito di Marianna Capponi erede dei beni del ramo romano della famiglia, il 4 gennaio 1746 per effetto della bolla Urbem Romam fu creato patrizio romano coscritto, entrando quindi nel novero delle 60 famiglie principali del patriziato civico. Suo figlio Francesco Maria, l'anno successivo, sposò la nobile Giustina Pianetti di Jesi, che portò in dote al marito il titolo nobiliare di Conte di Montefiore, riconosciuto con chirografo di papa Benedetto XIV del 28 settembre 1748. La famiglia, ancora fiorente, è stata riconosciuta dal Regno d'Italia nei suoi titoli di Conte di Montefiore, Patrizio Romano e Coscritto.

## Stemma
L'arma dei Cardelli, parlante, secondo la versione miniata nel Libro d'Oro Capitolino è: d'azzurro alla banda di rosso, accostata da due cardi al naturale, col capo cucito di Francia (d'azzurro, carico di tre gigli d'oro). Quella riconosciuta dal Regno d'Italia, attualmente in uso, è invece: d'azzurro alla banda d'argento, accostata da due cardi al naturale, col capo di Francia sostenuto di rosso.